# Vincenzo Legrenzio Ciampi
Vincenzo Legrenzio Ciampi (Piacenza, 2 de abril de 1719 – Venecia, 30 de marzo de 1762) fue un compositor italiano que desarrolló su obra en la primera mitad del siglo XVIII, perteneciendo por lo tanto al periodo del barroco tardío de la historia de la música. 

## Biografía
Comenzó los estudios musicales en su ciudad natal bajo la dirección del maestro de capilla Rondini, trasladándose posteriormente a Nápoles donde fue alumno de Francesco Durante y Leonardo Leo. En la ciudad partenopea adquirió el típico estilo de los compositores de óperas bufas, género dominante en la época.
Entre 1746 y 1747 trabajó en Palermo como clavecinista. Más tarde se trasladó a París y posteriormente a Londres, ciudad en la que permaneció de 1748 a 1756. 
Tras una breve estancia en Bruselas, en 1757 se estableció en Venecia ocupando el puesto de maestro de capilla del Ospedale degli Incurabili hasta su muerte, ocurrida a causa de una apoplejía durante la representación de su última ópera,  Antígona.

## Obra
Durante su estancia en Londres escribió un buen número de obras de música de cámara que sólo alcanzaron una discreta acogida. Donde Ciampi alcanzó un indiscutible éxito fue en el campo de la ópera bufa entre las que sobresalen Bertoldo alla corte, representada en París el 12 de noviembre de 1754 y Gli tre cicisbei ridicoli, estrenada en Londres el 14 de marzo de 1749; esta última ópera contiene el aria Tre giorni son che Nina atribuida erróneamente durante más de un siglo a Giovanni Battista Pergolesi.
Su estilo compositivo se sitúa a mitad de camino entre el estilo barroco y el galante.

## Composiciones

### Óperas
Anexo: Óperas de Vincenzo Legrenzio Ciampi

### Oratorios
- Betulia liberata (1747, Venecia)
- Christus a morte quaesitus et in calvario inventus  (c 1745, Venecia)
- Vexillum fidei (1759, Venecia)
- Virgines prudentes et fatuae  (1760, Venecia)

### Otras obras religiosas
- Misa  a 4 voces (1758)
- Te deum a 4 voces con instrumentos (1758)
- Kyrie, Gloria y Te deum a 4 voces y cuerdas
- Salve Regina a 4 voces con órgano

### Música instrumental
- 6 sonatas para 2 violines y bajo continuo, Op.1
- 6 sonatas para 2 violines y bajo continuo, Op.2
- 6 sonatas para clavecín
- 6 sonatas para violín, bajo continuo y clavecín, Op.5
- 6 conciertos para 3 violines bajo continuo y clavecín, Op.6
- 6 conciertos para órgano